# Dan Wesson Firearms
Dan Wesson Firearms war ein US-amerikanischer Waffenhersteller in Kansas City, der Faustfeuerwaffen entwickelt und hergestellt hat. Der tschechische Waffenhersteller Česká zbrojovka (Uherský Brod) hat Dan Wesson Firearms im Jahr 2005 übernommen und führt ihn als Teil der CZ (USA)-Unternehmensgruppe weiter.
Dan Wesson war der Rufname von Daniel B. Wesson II, dem Gründer des Unternehmens. Er war der Urenkel von Daniel Baird Wesson, einem der Gründer von Smith & Wesson (S & W), und lebte von 1916 bis 1978. Er arbeitete von 1938 bis 1963 bei S & W, betrieb aber auch gleichzeitig seit 1948 ein Werkzeugbauunternehmen. Als S & W im Jahr 1963 von der Familie verkauft wurde, trat er aus dem Unternehmen aus und widmete sich seinem eigenen Betrieb. Auch nach seinem Tod blieb der Name Dan Wesson als Markenname für die Waffen erhalten.

## Geschichte und Entwicklungen
Während Daniel B. Wesson II der Gründer des Unternehmens war, zeigte sich Karl R. Lewis für die Entwicklung des Dan Wesson Revolvers verantwortlich, der Entwicklungsschwerpunkt war. Der Hauptteil der Patente kam von Karl Lewis, von dem Dan Wesson später die Nutzungsrechte übernommen hat. Insgesamt wurden von dem Unternehmen Dan Wesson selbst nur sieben Patente angemeldet.

Durch die Tatsache, dass die begeisterten Techniker immer wieder kaufmännische Aspekte verdrängten, war die Unternehmensgeschichte durch zahlreiche Probleme und Besitzerwechsel geprägt. Das führte dazu, dass die Produktion zeitweise eingestellt war, das Unternehmen brachlag und eine ungewisse Zukunft hatte.
| Zeitraum     | Unternehmensname     | Produktionsort | Bundesstaat (US) | Unternehmensleitung   | Unternehmensinhaber          | Anmerkungen           |
| ------------ | -------------------- | -------------- | ---------------- | --------------------- | ---------------------------- | --------------------- |
| 1948–1963    | D. B. Wesson Inc.    | Monson         | Massachusetts    | D. B. Wesson          | D. B. Wesson                 | Werkzeugbau           |
| 1963–1971    | Dan Wesson Arms Inc. | Monson         | Massachusetts    | D. B. Wesson          | D. B. Wesson                 | viele Patente         |
| 1971–1983    | Dan Wesson Arms Inc. | Monson         | Massachusetts    | Seth und Carol Wesson | Wesson Familie               | viele Patente         |
| 1983–1995    | Wesson Firearms Co.  | Palmer         | Massachusetts    | Wesson                | Wesson                       | Umzug                 |
| 1996–2005    | Wesson Firearms      | Norwich        | New York         | Bob Serva             | New York International Corp. | neue Produktion       |
| 2005-aktuell | Wesson Firearms      | Norwich        | New York         | Alice Poluchová       | CZ-USA                       | Unternehmensübernahme |

CZ hat im Jahr 2005 das Unternehmen übernommen. Neue Produkte und auch Ersatzteile für alte Modelle waren weiterhin erhältlich; nach Europa wurden allerdings nur die auf der M1911 basierenden Pistolen importiert.

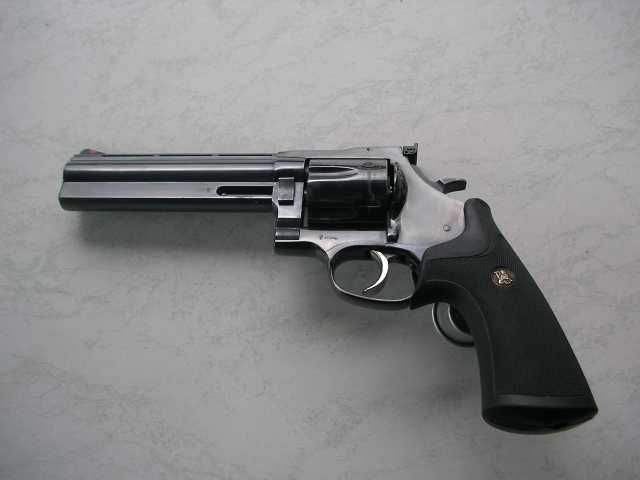
Dan Wesson Revolver Modell 44

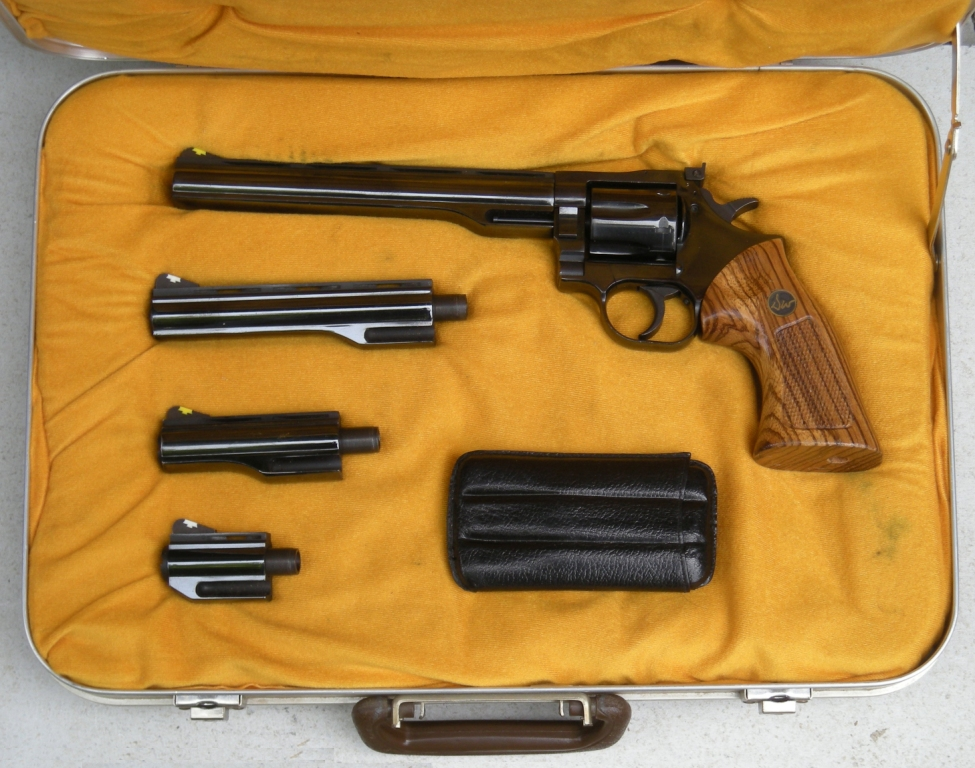
Dan Wesson Revolver .357 Magnum, 3 Austauschläufe, Werkzeug, Originalkoffer

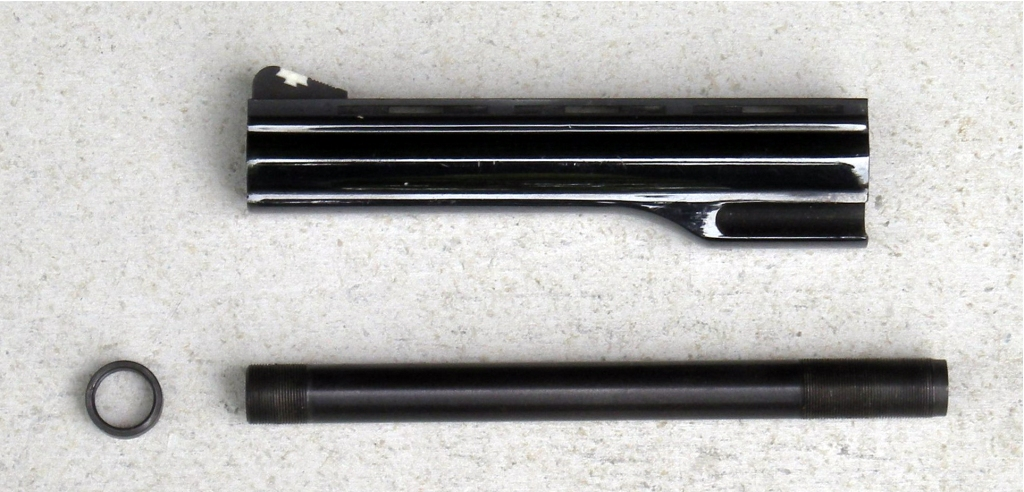
Dan Wesson Laufmantel, Lauf mit Feingewinden an beiden Enden, Spannmutter

## Produkthistorie des Unternehmens Dan Wesson
Das Unternehmen Dan Wesson Firearms hat im Verlauf der Unternehmensgeschichte diverse Waffen und Munition hergestellt. Waffen der Monson Produktion (siehe Unternehmensgeschichte) sind bereits Sammlerobjekte in den USA. Der europäische Bestand dieser Waffen ist sehr gering. Neben Revolvern wurden von Dan Wesson auch andere Waffen hergestellt, neue Kaliber und Revolver Munition entwickelt (siehe Liste von Handfeuerwaffen-Munitionsarten).

### Dan Wesson Revolver
Besonders bekannt ist Dan Wesson durch seine Trommelrevolver, z. B. den Dan Wesson Model 44. Zwei Innovationen lassen Dan Wesson Revolver besonders hervorstechen:
- anstelle eines zweiteiligen Griffes um einen Rahmen besteht der Griff bei Dan Wesson aus einem Sporn am Rahmen der Waffe, der in einen einteiligen Holzgriff eingreift und von unten verschraubt wird. Damit sind die Holzgriffe aus einem Stück gearbeitet und passen ohne Nacharbeitungen.
- Die Verriegelung des Trommelschwenkkrans befindet sich vor der Trommel (im Gegensatz zu Smith & Wesson mit dem Schiebegriff bzw. Colts Knauf zum Ziehen hinter der Trommel)
- Außer der Zeit 1996–2004 besteht ein Dan Wesson-Revolver aus einem Rahmen mit Griff, auf den Läufe verschiedener Längen aufgesetzt werden können. Dabei ist der Lauf nicht, wie z. B. bei Revolvern von Colt, S&W oder Ruger, Teil des Rahmens; der Lauf und der Laufmantel sind separat. Der Lauf wird in den Rahmen eingeschraubt und mit einer Lehre auf den richtigen Abstand von der Trommel eingestellt, danach mit einer Mutter am Laufende mit dem Laufmantel gekontert. Aus diesem Grund gibt es nur wenige Dan Wesson-Revolver mit nur einem Lauf; Dan Wesson bot im Gegensatz dazu einen "Pistol Pak" (sic) bestehend aus einem Rahmen und 2–5 Läufen mit Laufmänteln verschiedener Längen an. In der Regel befinden sich im Koffer Aussparungen für Läufe von 2 1/2", 4", 6" und 8" Länge. Die Möglichkeit, den Laufabstand von der Trommel exakt nach Lehre einzustellen, führte zu einer sehr guten Präzision der Waffen. Anstelle der Mutter an der Mündung kann auch ein als Zubehör von Drittfirmen erhältlicher Mündungsfeuerdämpfer installiert werden, z. B. bei Einsatz als Fangschusswaffe bei der Jagd auf Wildschweine in der Dämmerung.
- Um 2007 wurden verschiedene Modelle der Waffen angeboten.[2]

### M1911-Varianten
- Dan Wesson M1911 ACP

### Gewehre
- Dan Wesson Gewehre

### Munition
- Dan Wesson Munition

## Patent-Informationen
DW-Patente für Revolver:
- Patent  US5225615: Compensated barrel shroud. Veröffentlicht am 6. Juli 1993, Anmelder: Wesson Firearms Co., Inc. (Palmer, MA), Erfinder: Robert Talbot, Edward C. Arventos.‌
- Patent  US5305678: Compensated barrel shroud. Veröffentlicht am 26. April 1993, Anmelder: Wesson Firearms Co., Inc. (Palmer, MA), Erfinder: Robert Talbot, Edward C. Arventos.‌
- Patent  US4833809: Firearm hammer construction. Veröffentlicht am 30. Mai 1989, Anmelder: Dan Wesson Arms Inc, Erfinder: Robert E. Domian, Robert W. Macwilliams.‌
- Patent  US4807380: Firearm (Revolver locked breech mechanmism). Veröffentlicht am 28. Februar 1989, Anmelder: Dan Wesson Arms INC., Erfinder: Robert E. Domian.‌
- Patent  US4833810: Firearm (Revolver interchangeble barrel). Veröffentlicht am 30. Mai 1989, Anmelder: Dan Wesson Arms INC., Erfinder: Robert E. Domian.‌
- Patent  US4058050: Gun leveling device. Veröffentlicht am 15. November 1977, Anmelder: Dan Wesson Arms INC., Erfinder: Paul E. Brouthers.‌
- Patent  US4015354: Gun sight. Veröffentlicht am 5. April 1977, Anmelder: Dan Wesson Arms INC., Erfinder: Paul E. Brouthers.‌

Lewis-Patente für Revolver:
- Patent  US3633302: Cylinder Mechanism For Revolver-Type Firearms. Veröffentlicht am 11. Juni 1972, Erfinder: Karl R. Lewis.‌
- Patent  US3683535: Handgun Grip Construction. Veröffentlicht am 15. August 1972, Erfinder: Karl R. Lewis.‌
- Patent  US3648374: Adjustable Firearm Sight. Veröffentlicht am 15. August 1969, Erfinder: Karl R. Lewis.‌
- Patent  US3367053: Firearm Construction. Veröffentlicht am 6. Februar 1968, Erfinder: Karl R. Lewis.‌
- Patent  US3303594: Firearm Barrel, Shroud, Frame, And Cylinder Construction. Veröffentlicht am 14. Februar 1967, Erfinder: Karl R. Lewis.‌
- Patent  US3237336: Cylinder Ratchet Mechanism For Revolver Type Firearms. Veröffentlicht am 1. März 1966, Anmelder: Browning Ind Inc, Erfinder: Karl R. Lewis.‌
- Patent  US3157958: Hammer Safety For Fire Arms. Veröffentlicht am 24. November 1964, Anmelder: Browning Ind Inc, Erfinder: Karl R. Lewis.‌
- Patent  US3701213: Revolver Firing Mechanism...(Sa/Da). Veröffentlicht am 31. Oktober 1972, Anmelder: Colt Ind Operating Corp. (US), Erfinder: Karl R. Lewis.‌
- Patent  US3163951: Firearm Firing Mechanism. Veröffentlicht am 5. Januar 1965, Erfinder: Karl R. Lewis.‌
- Patent  US2927390: Single And Double Action Revolver Firing Mechanism. Veröffentlicht am 8. März 1960, Erfinder: Karl R. Lewis.‌